# Жив плет
Живият плет е ограда от храсти и/или дървета, засадени близо едно до друго.
Както при изкуствените огради, живите плетове изпълняват една или няколко от следните функции:
- възпрепятстване на преминаването;
- намаляване на силата на вятъра;
- ограничаване на видимостта;
- означаване на границите на дадена територия;
- декорация.

## Видове
Някои от видовете, които се използват за създаване на живи плетове са:
- Berberis thunbergii
- Buxus sempervirens – Обикновен чемшир
- Carpinus betulus – Обикновен габър
- Crataegus monogyna – Обикновен глог
- Cupressus × leylandii
- Fagus sylvatica – Обикновен бук
- Ilex aquifolium
- Ligustrum ovalifolium
- Prunus laurocerasus – Лавровишня
- Prunus lusitanica
- Quercus ilex – Каменен дъб
- Taxus baccata – Обикновен тис